# Tampereen Pyrintö
Tampereen Pyrintö (abgekürzt TP) ist ein 1896 gegründeter Sportverein aus Tampere in Finnland. Es bestehen Vereinsmannschaften für Leichtathletik, Basketball, Orientierungslauf, Gewichtheben, Skilanglauf, Skispringen und Cheerleading.

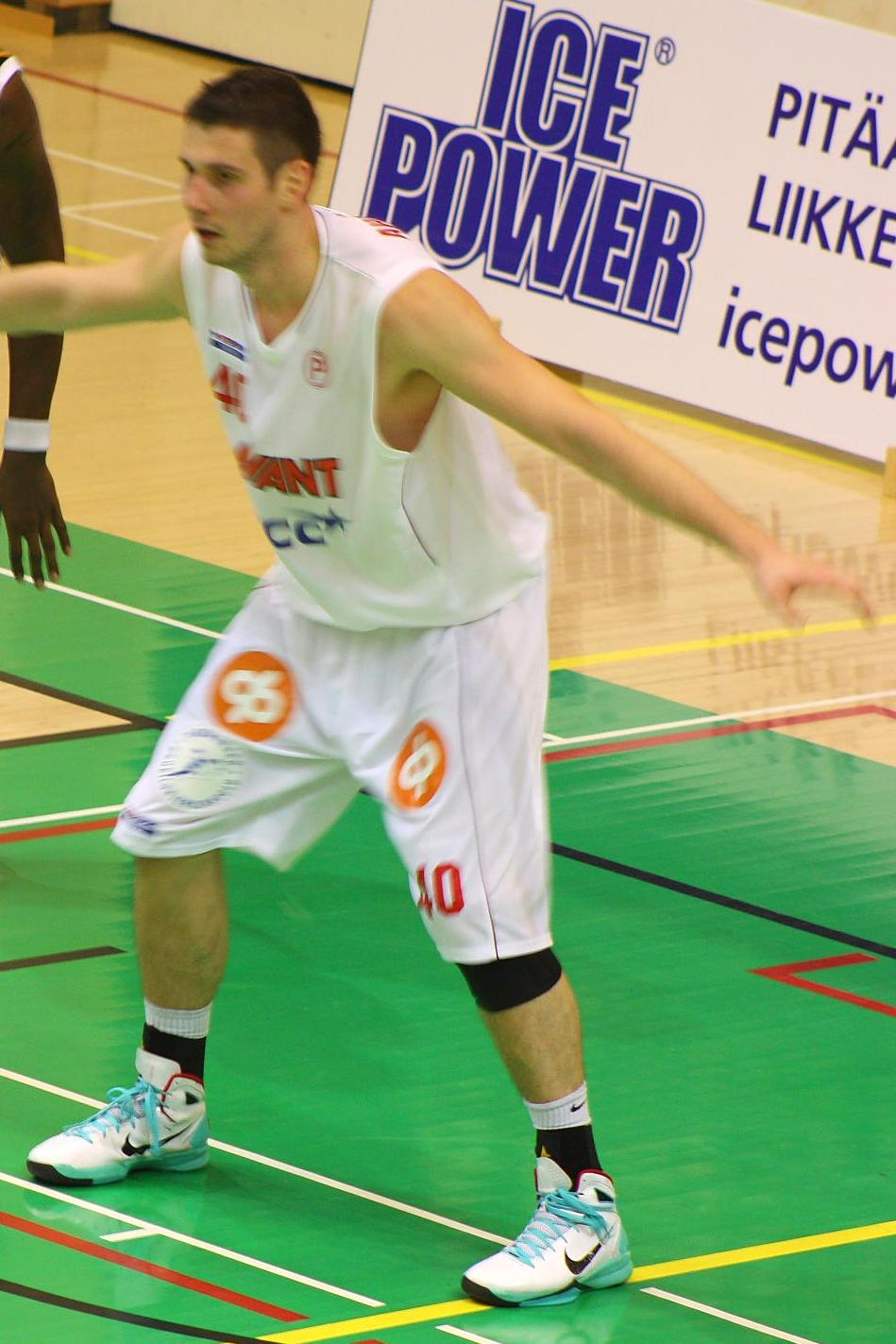
Olli Ahvenniemi hat zwei Meisterschaften mit Pyrintö gewonnen.

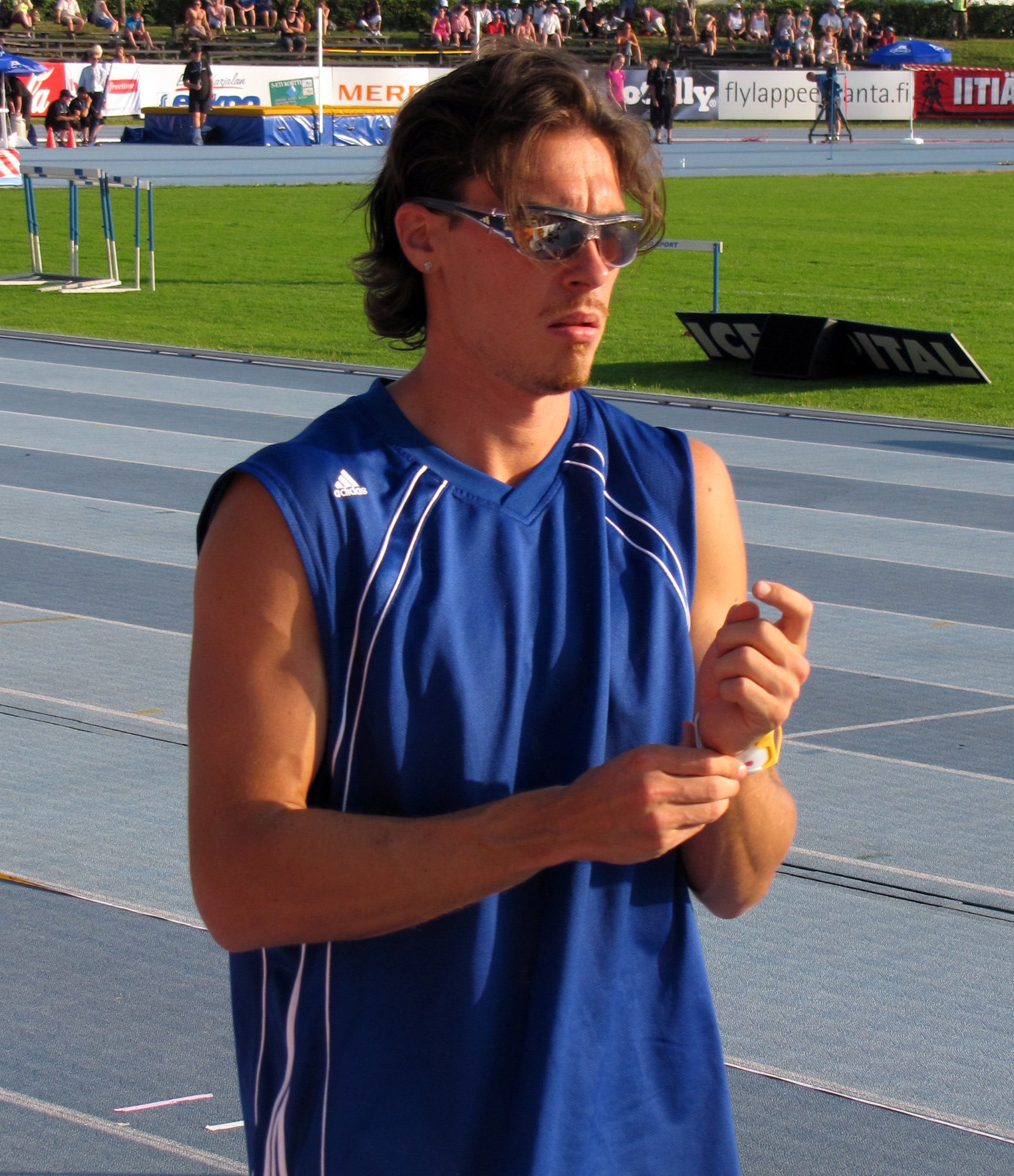
Weitspringer Tommi Evilä gewann die Bronzemedaille bei den Weltmeisterschaften 2005.

## Abteilungen

### Basketball
Der Basketballabteilung von Tampereen Pyrintö wurde 1941 gegründet. Sie hat zwei finnische Meisterschaften und einmal den Pokalwettbewerb der Männer gewonnen. Das Team der Frauen hat acht finnische Meisterschaften und einmal den Pokal gewonnen.

### Leichtathletik
In der Leichtathletik ist Pyrintö einer der besten Vereine in Finnland. Bekannte Mitglieder Pyrintös sind der Weitspringer Tommi Evilä und der Speerwerfer Tero Järvenpää.

### Orientierungslauf

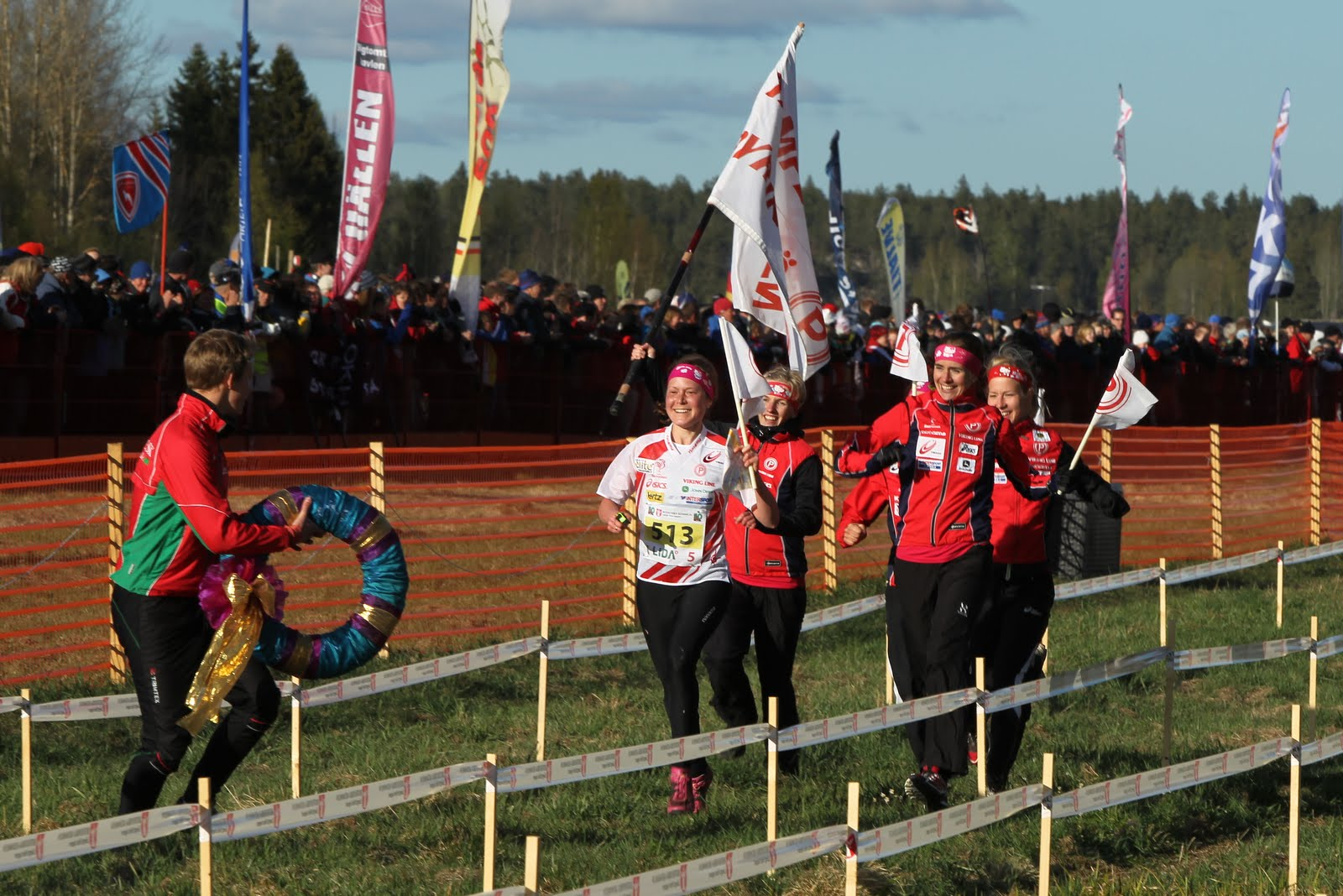
Pyrintös Frauenstaffel gewann die Tiomila-Staffel 2011.

Tampereen Pyrintö gehört auch zu den erfolgreichsten Orientierungslaufvereinen Finnlands. Bekannte Läuferinnen des Teams sind Anni-Maija Fincke, Venla Niemi, Liisa Anttila, Outi Borgenström, Marián Dávidík und Jarkko Huovila. Die Männer- und Frauenstaffeln des Vereins haben bereits mehrere Erfolge bei der Jukola und der Venla gefeiert. Die Frauenstaffel siegte 1990, 1991 und 2011 bei der schwedischen Tiomila.

#### Erfolge
Finnische Staffelmeisterschaften:
- Siege Herren: 1960
- Siege Damen: 1999, 2009, 2011, 2012, 2013

Jukola/Venla:
- Siege Herren: 1961, 1962, 1963
- Siege Damen: 1994, 1999, 2003, 2010

Tiomila:
- Siege Damen: 1990, 1991, 2011

25-manna:
- Sieger: 2011

## Weitere bekannte Vereinsmitglieder
- Antti Everi, Gewichtheber
- Jaakko Kailajärvi, Gewichtheber
- Arvid Lindén, Ringer
- Pekka Niemi, Gewichtheber
- Antti Nikkilä, Basketballspieler
- Hilkka Riihivuori, Skilangläuferin
- Olavi Salsola, Mittelstreckenläufer